# Margarita Rivière
Margarita Rivière   (Barcelona, 17 d'agost de 1944 - Barcelona, 29 de març de 2015) va ser una periodista independent i assagista catalana, autora d'una trentena de llibres de diversos gèneres.

## Biografia
Era filla d'Antoni Rivière i Manén i d eMaria del Pilar Martí Tusquets i casada el 1971 amb Jorge de Cominges, periodista, escriptor i crític de cinema.
Després d'uns anys treballant per a la revista Marie Claire sense formació específica, el 1969 va matricular-se a l'Escola de Periodisme de l'Església. En acabar els estudis (eren de tres cursos) va començar a treballar a la revista Dossier Mundo, però aviat va passar al Diario de Barcelona, on ella i Teresa Rubio eren les úniques dones de la plantilla del diari. El 1978 deixa voluntàriament el seu lloc de treball a causa del canvi d'ideologia del Diario de Barcelona, que és usat pel seu propietari, Josep M. Santacreu, i pel seu director, Antoni Alemany, com una eina propagandística del conservadorisme de Manuel Fraga, i comença a treballar de cap de cultura en El Periódico de Catalunya.
Els seus interessos professionals es van decantar per l'anàlisi i la interpretació de la cultura, la comunicació contemporània i els fenòmens de massa com la moda, temes sobre els quals va publicar més de trenta llibres.
A principis de la dècada de 1980 es va interessar en els temes europeus, va cobrir per a El Periódico de Catalunya la negociació entre Espanya i la Unió Europea i la ratificació de l'entrada espanyola a l'OTAN. Va col·laborar en La Vanguardia, en la contraportada de la qual va realitzar una sèrie de quasi sis-centes entrevistes entre 1995 i 1999. També va ser col·laboradora habitual del diari El País i d'El Correo.
Va treballar en televisió i ràdio, va ser directora a Catalunya de l'Agència Efe, on el 1992 va posar en marxa el servei de notícies en català, i va ser autora del projecte de la revista de llibres Qué leer. Era doctora en sociologia, i en el seu llibre La fama. Iconos de la religión mediática (2009) analitzà la influència dels mitjans de comunicació en les formes de vida actuals.
Es va interessar pel fenomen de la moda com a sistema comunicatiu definitori de la nostra època. Amb Crónicas virtuales va tancar la trilogia dedicada a analitzar l'abast dels sistemes de la moda, trilogia iniciada amb Lo cursi y el poder de la moda (Premi Espasa d'assaig, 1992) i que va continuar amb La década de la decencia (Anagrama, 1995).
El 2007 va ser guardonada amb el premi Trajectòria europeista, que atorga el Patronat Català Pro Europa i l'Associació de Periodistes Europeus de Catalunya.

## Obra publicada
Alguns dels seus principals llibres van ser: El malentendido. Cómo nos educan los medios (Icaria, 2003), La década de la decadencia, Crónicas virtuales, Periodistas, El segundo poder. Són llibres que tenen a veure amb els mitjans de comunicació: s'hi defineix el periodisme contemporani com a sistema de socialització decisiu. També va escriure diversos llibres d'assaig i anàlisi sobre problemes relacionats amb la dona: El mundo según las mujeres (El País Aguilar, 2000), El tabú (Planeta, 2001, juntament amb Clara de Cominges), La aventura de envejecer (Plaza y Janés, 1986), Anticonceptivos y control de natalidad (La Gaya ciencia, 1977), El placer de ser mujer (Síntesis, abril 2005), un assaig autobiogràfic. El 2013 va publicar un recull d'entrevistes de les dècades de 1980 i 1990, Entrevistas. Diálogos con la política, la cultura y el poder, editat a la Universitat de Barcelona. Una setmana abans de morir va publicar En clave K (Icaria editorial, 2015), la seva única novel·la, que narra l'entramat de corrupció en un país fictici amb grans reminiscències de la realitat política catalana actual.

## Premis i reconeixements
Va rebre el Premi Ciutat de Barcelona de periodisme (1983), el Premi Espasa d'Assaig (1992), el Premi Trajectòria Europeista del Patronat Català Pro Europa i l'Associació de Periodistes Europeus de Catalunya i el Premi a la trajectòria periodística de l'Associació de Dones Periodistes de Catalunya (2010).
L'any 2015, l'Associació de Dones Periodistes de Catalunya va instituir el Premi Margarita Rivière al rigor periodístic amb visió de gènere.
L'any 2020, l'Ajuntament de Barcelona li va retre homenatge donant el nom de Margarita Rivière Martí a una plaça del districte de Les Corts.